# Percy Jackson erzählt: Griechische Göttersagen
Percy Jackson erzählt: Griechische Göttersagen ist eine Sammlung von Kurzgeschichten von Rick Riordan. Sie erschien 2014 unter dem Titel Percy Jackson’s Greek Gods im Verlag Hyperion Books for Children. 2016 wurde die deutsche Übersetzung von Gabriele Haefs im Carlsen Verlag veröffentlicht.
Die Sagenwelt der griechischen Götter wird aus der Sicht von Percy Jackson, bekannt aus der gleichnamigen Buchreihe, erzählt.

## Handlung
In 19 Kapiteln erzählt Percy Jackson seine eigene Version schon bestehender Mythen über die 12 Hauptgötter des griechischen Pantheons, als leichte Einführung in die Sagen, auf denen die Welt in Riordans Büchern basiert. 
Dies ist geprägt vom sarkastischen Ton für den Percy in den Büchern bekannt ist, wie schon zu erkennen an Kapitelüberschriften wie "Demeter verwandelt sich in Kornzilla", "Athene adoptiert ein Taschentuch" und "Ares, der männlichste Mann aller männlichen Männer".

## Rezeption
Deutschlandradio Kultur meint, dass der Autor „antike Mythen in Jugendsprache erzähle ohne bemüht und anbiedernd zu wirken“. Carsten Kuhr ist der Meinung, dass das Buch dem „Leser [...] den klassischen Hintergrund der Sagen durchaus unterhaltsam näher“ bringe, auch wenn der Stoff einen einheitlichen Romanfluss verhindere.